# Urbès
Urbès (en alsacià Urwes) és un municipi francès, situat a la regió del Gran Est, al departament de l'Alt Rin. L'any 2004 tenia 473 habitants.

## Demografia
| 1962 | 1968 | 1975 | 1982 | 1990 | 1999 |
| ---- | ---- | ---- | ---- | ---- | ---- |
| 511  | 562  | 541  | 493  | 502  | 486  |

## Administració
| Període | Identitat       | Partit |
| ------- | --------------- | ------ |
| 2001-   | Claude Ehlinger |        |

## Fotografies

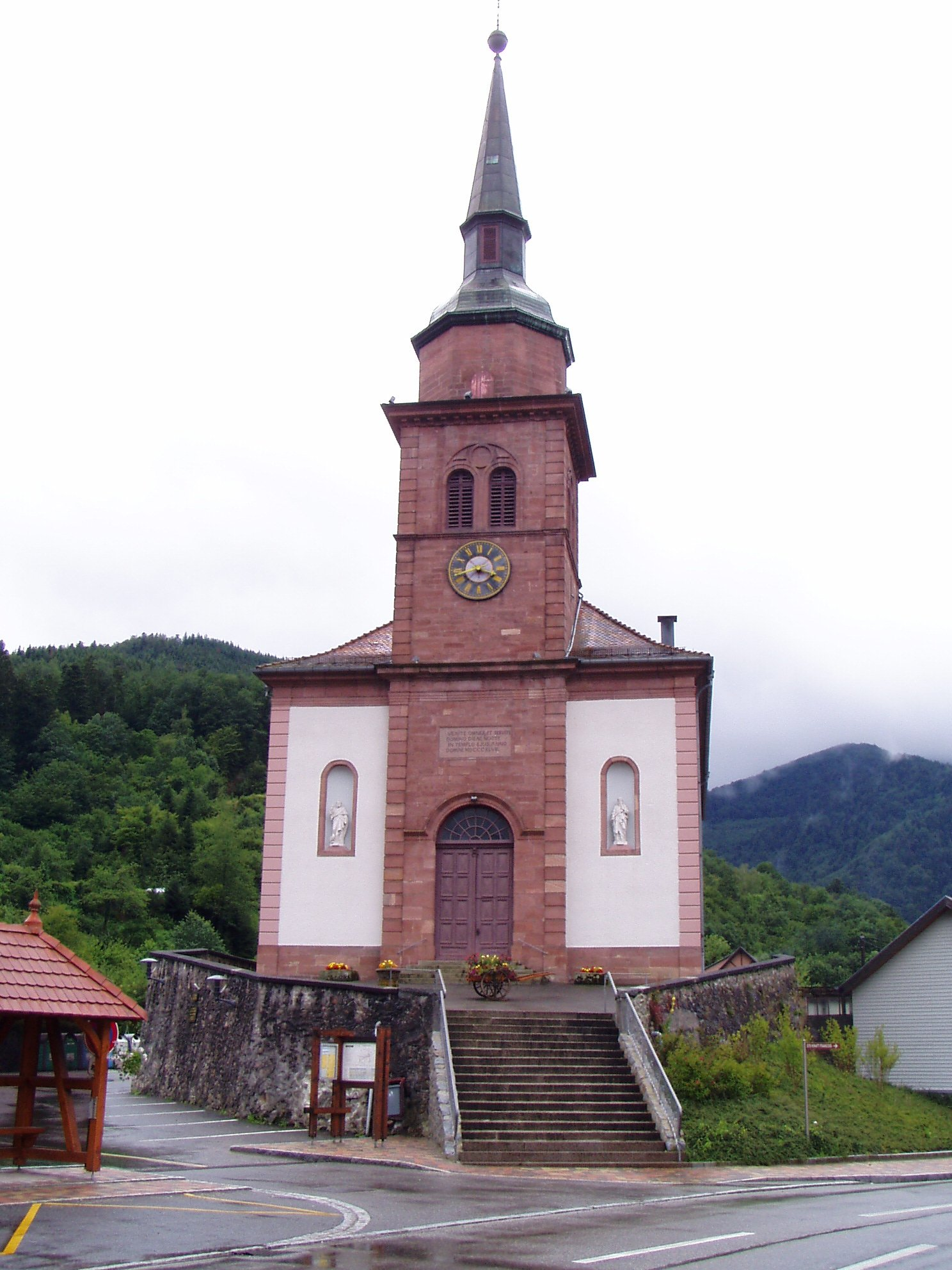
L'església d'Urbès, construïda el 1847
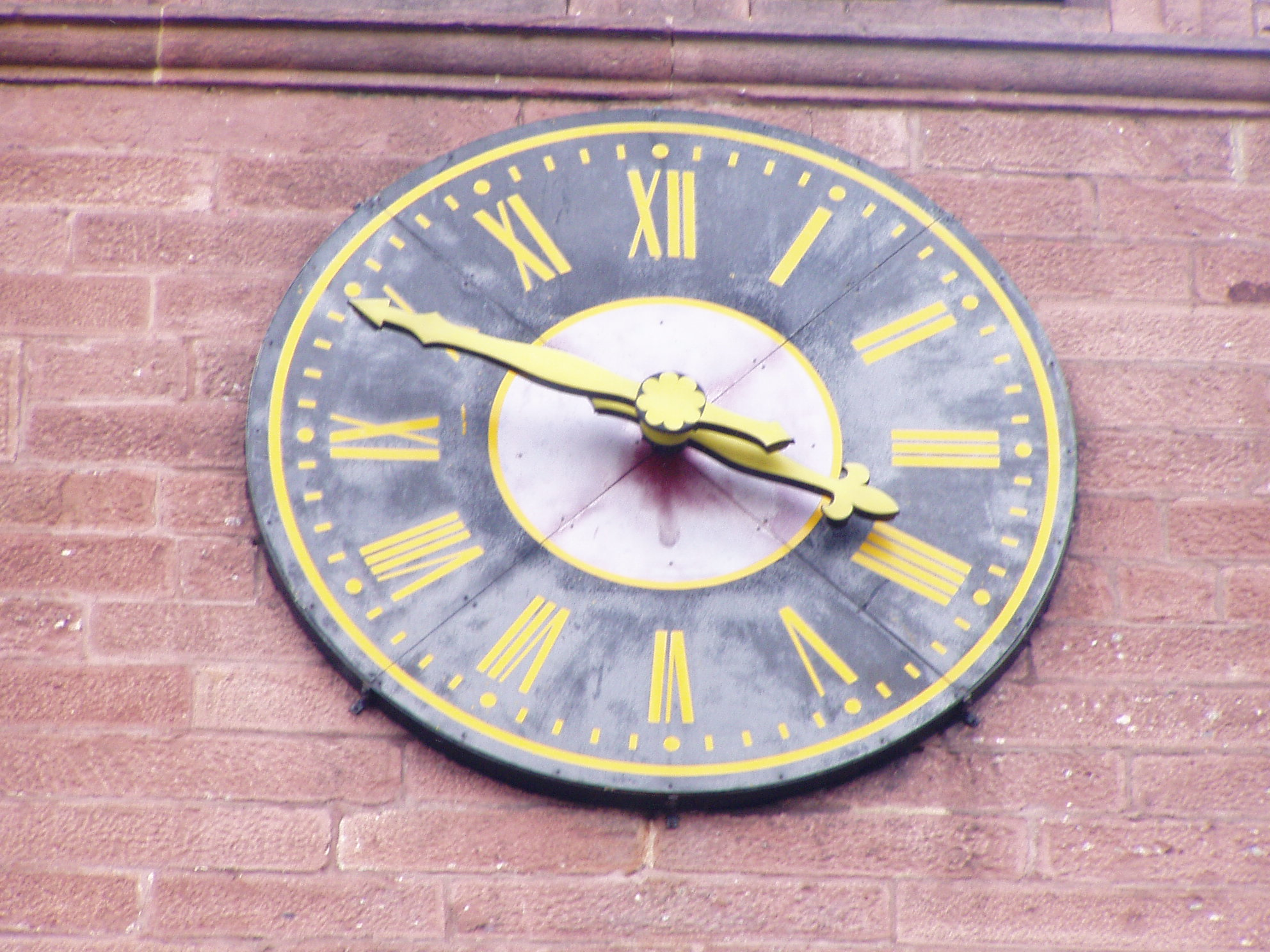
El rellotge de l'església d'Urbès
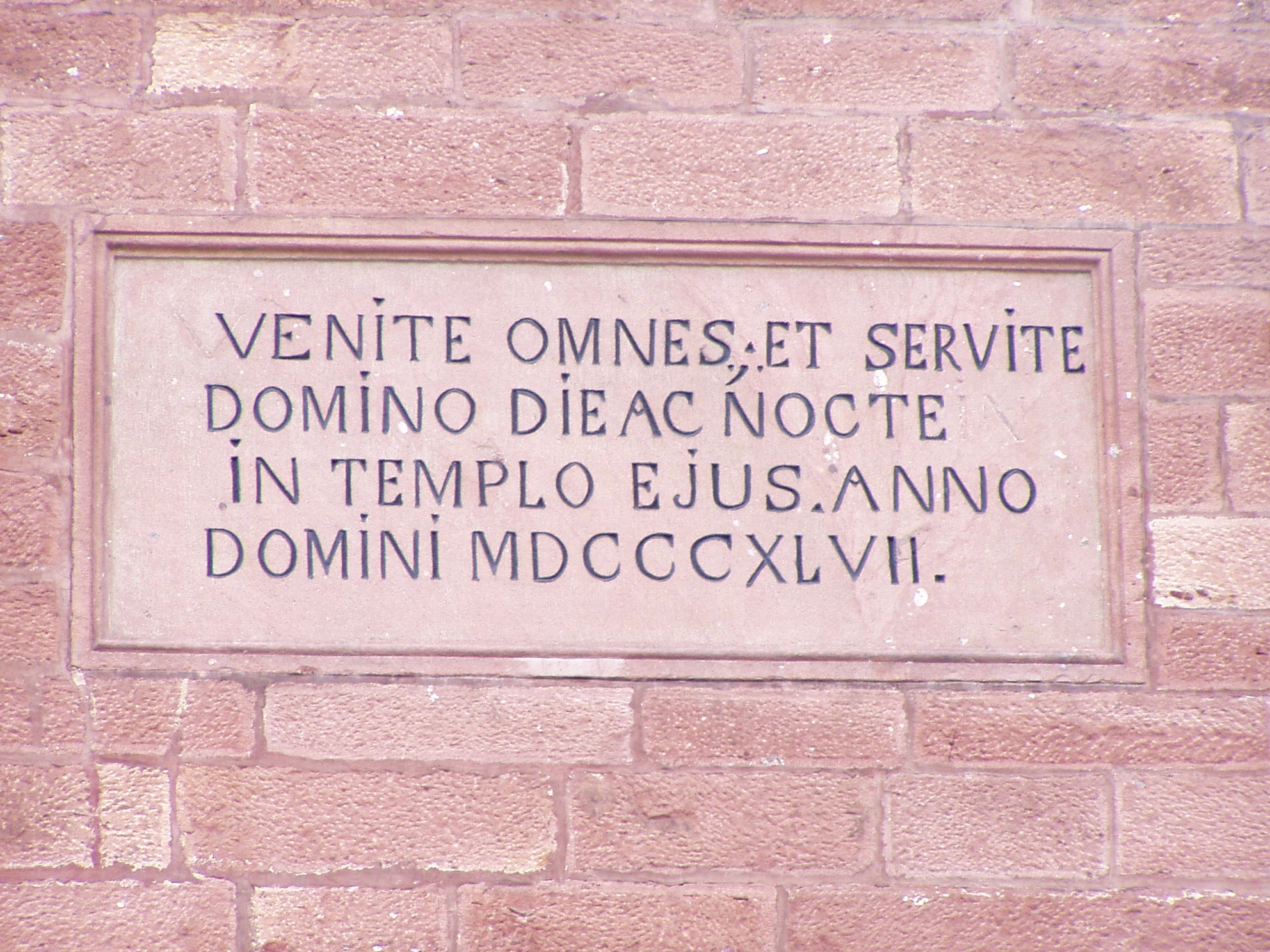
Placa indicant la data de construcció (1847) de l'església d'Urbès
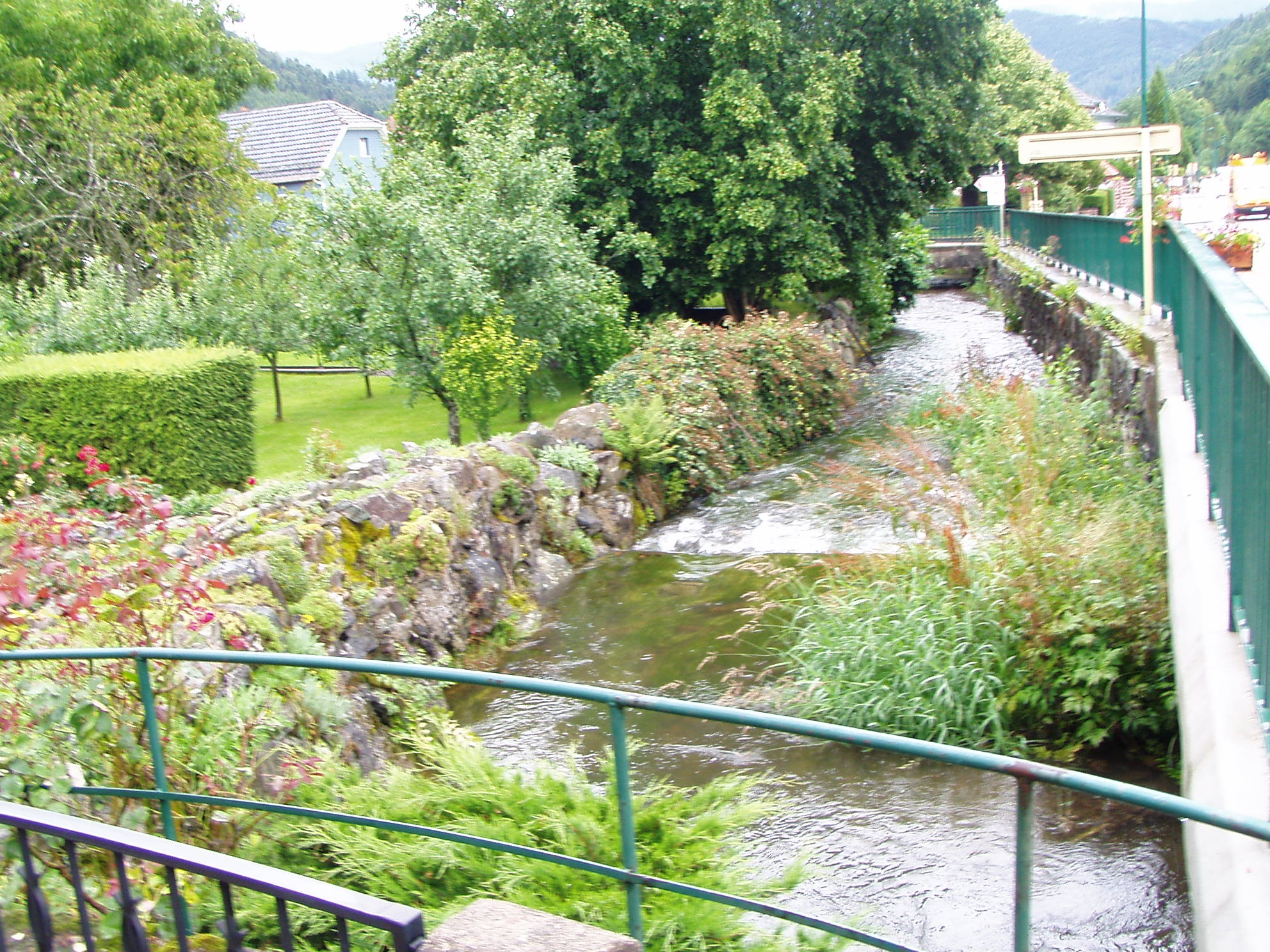
riu Urbès
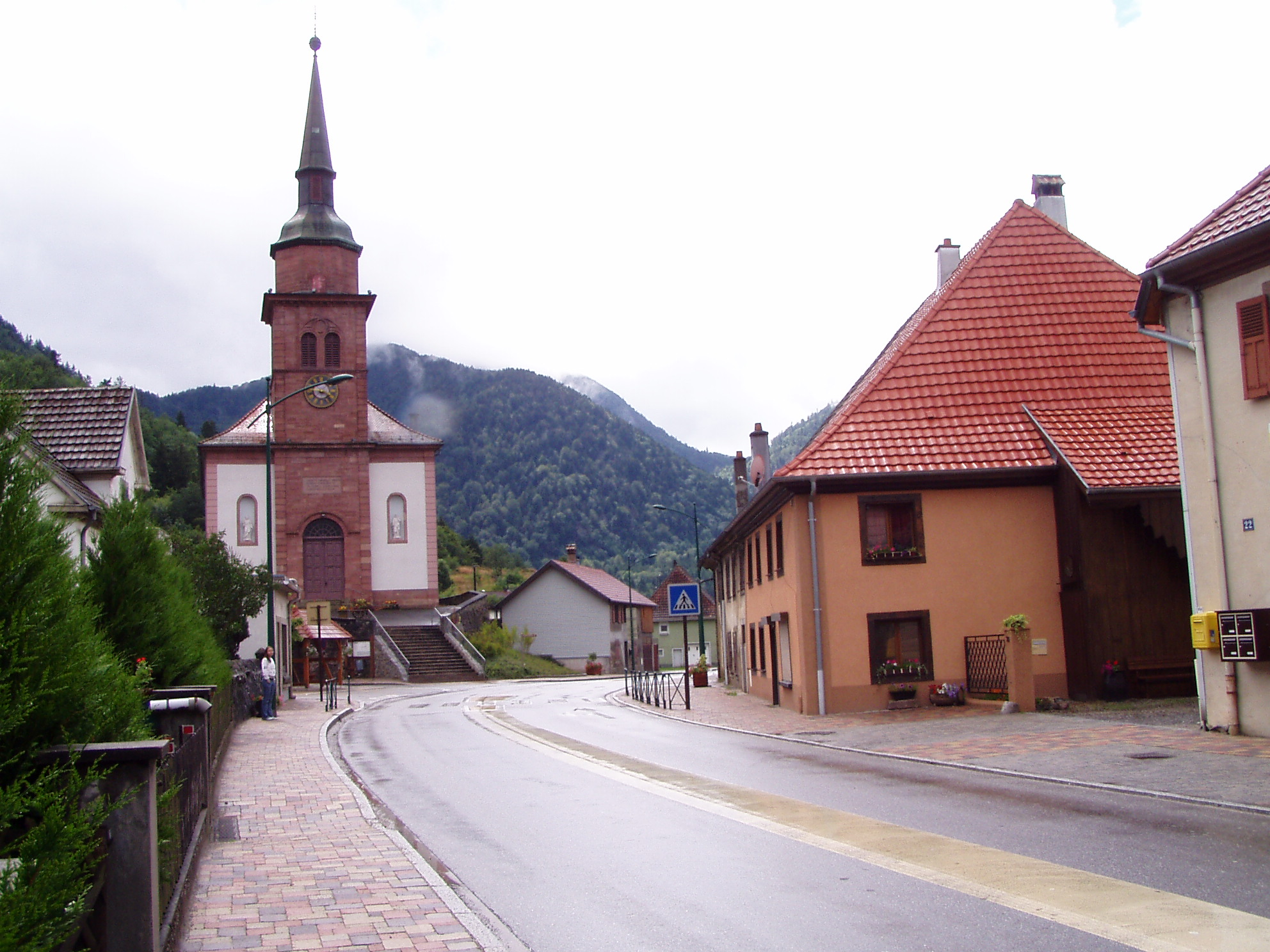
Carretera (N66) a Urbès